# 2011年飓风奥菲莉亚
飓风奥菲莉亚（英語：Hurricane Ophelia）是2011年大西洋飓风季形成的第17个热带气旋、第16场热带风暴、第四场飓风和第三场大型飓风，也是本季的最强飓风。系统源自中大西洋的东风波，于9月17日在佛得角群岛和小安的列斯群岛之间的中途海域附近成形，之后总体向西北偏西方向移动，于9月21日升级成热带风暴，再于次日达到持续风速每小时100公里的首波强度高峰。接下来气旋因行经洋面风切变增多而开始减弱，于9月25日退化成残留低气压区。26日，系统残留又因风切变减少而重新组织，促使美国国家飓风中心于9月27日再度开始针对系统发布公告。气旋转向北上，于9月28日清晨再度达到热带风暴标准，然后快速增强，于数天后达到风力时速220公里的最高强度。此后飓风因行经洋面水温降低而弱化，并开始逐渐向温带气旋转变，于10月3日完成转变过程。
奥菲莉亚发展成形后，气象机构向加勒比群岛东北部发布多份风暴观察预警和警告，有关部门敦促当地居民做好应对狂风暴雨的准备。气旋到达距群岛最近的位置时已产生数英寸雨量，引发多起泥石流，路上有多人需要外界救援。百慕大测得的降雨总量不高，阵风时速也低于热带风暴标准，但风暴潮及危险的离岸流在沿海地区产生轻度破坏。纽芬兰岛因暴雨引发洪灾，许多建筑及多条道路被毁。奥菲莉亚转变成温带气旋后，欧洲各地居民接到警报，部分区域准备应对时速可能超过120公里的狂风和累积超过100毫米雨量。受风暴湿气及寒冷天气的共同影响，爱尔兰岛北部降下数英寸厚的雪，数百户居民家中断电。总体而言，奥菲莉亚没有造成人员丧生，破坏程度也很轻微。

## 气象历史
9月中旬，一股东风波从非洲西海进入大西洋低纬度海域向西移动，并开始同热带辐合带相互影响，美国国家飓风中心在48小时热带天气展望中称系统有望发展成热带气旋，但可能性并不高。外界大气环境中的风切变对系统发展倾向有利，系统云层格局有所改善，还发展出关联的地面低气压区。扰动天气总体向西行进，其中不断有对流活动爆发，气象机构9月19日清晨发布的热带天气展望认为系统很可能会发展成热带气旋。根据卫星对系统发展趋势的估算和高级散射仪所测数据，美国国家飓风中心于协调世界时次日18点将位于小安的列斯群岛以东约2090公里海域的扰动天气升级成热带低气压，再于6小时后将之升级成热带风暴并以“奥菲莉亚”（Ophelia）命名。

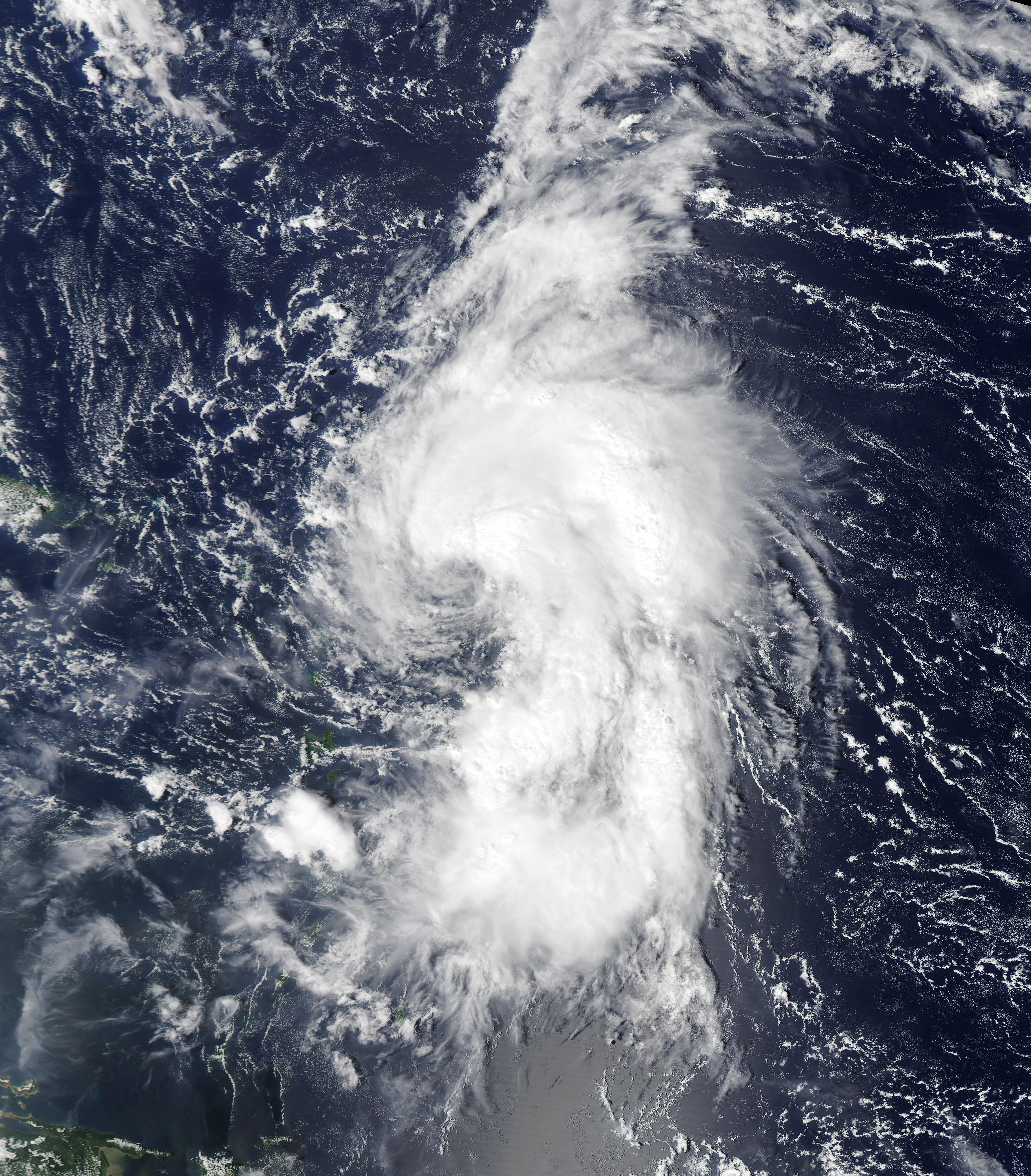
9月28日，位于小安的列斯群岛附近的热带风暴奥菲莉亚。

风暴在朝西北偏西方向前进的同时继续增强，气旋北侧半圆内逐渐形成明显的弧形对流带，中心附近还发展出深层对流。不过，此次强化过程的持续时间很短，附近的上层低气压区致使风切变增多，导致奥菲莉亚的部分下层环流中心暴露在外。虽然从卫星图像上看系统的层次结构较为混乱，但附近海域的浮标所测数据却表明气旋强度高过此前预期，9月22日时的最大持续风速达到每小时100公里。随着上层低气压区逐渐逼近，风暴外界环境中的风切变越来越多，导致气旋中的对流几乎被完全剥离。9月23日清晨，系统的深层对流已大幅消退，但当天下午又卷土重来，空军预备役侦察机发现其风速达到每小时95公里，比气象部门此前估计的75公里要高得多。这一强度未能长久保持，奥菲莉亚的云层格局再度变得混乱无章。9月25日清晨时分，系统的下层环流中心再度暴露出来，而且也已长时间没有对流活动发展，美国国家飓风中心据此宣布行进至背风群岛北部以东约290公里洋面的气旋已退化成残留低气压区。
9月25日下午，系统残留的下层中心消散，但层次分明的中层中心仍在坚持。气象机构起初认为这些残留再生的可能性很小，也不大可能再出现深层对流爆发，但到了9月26日下午，热带天气展望中预计的再生可能已提升至30%。组织良好的云块内发展出新的下层环流，气象部门当晚在预报中称系统很可能再度成为热带气旋。经过发入系统的空军预备役侦察机确认，美国国家飓风中心于9月27日中午12点再度将热带扰动归类成热带低气压奥菲莉亚，并在18小时后第二次将其升级成热带风暴，宣布气旋的最大持续风速已提升至每小时75公里。抵达覆盖整个中大西洋的副热带高压脊西部边缘后，奥菲莉亚开始蜿蜒北上并再度强化，9月28日晚，中心上空已有深层对流爆发，微波卫星图像显示风暴已发展出风眼。9月29日下午，气旋的上层外流已向各方位扩展，卫星强度估算结果也持续上升，美国国家飓风中心为此于下午18点把奥菲莉亚升级成一级飓风。
9月30日，风暴出人意料地进入快速增强期，卫星图像上的风眼也变得非常清晰。截至早上6点，气旋已增强成二级飓风，再于12小时后成为2011年大西洋飓风季第三场大型飓风。10月1日晚，奥菲莉亚风眼墙的顶端云系温度继续下降，风眼顶端的云层温度相应升高。10月2日凌晨0点，风暴在从百慕大以东洋面经过期间达到四级飓风标准，并于几乎同一时间达到风力时速220公里、最低气压940毫巴（百帕，27.76英寸汞柱）的最高强度。次日，飓风因行经海域水温降低、大气环境理为稳定而开始减弱。截至下午18点已降至低于大型飓风强度下限，再于10月3日早上6点降级成热带风暴。四小时后，奥菲莉亚在行进至纽芬兰岛以西洋面时完全失去热带天气系统特征，气象部门宣布系统已转变成温带气旋。次日下午，奥菲莉亚的温带残留低气压区被更大规模的天气系统吸收。

## 防灾措施和影响

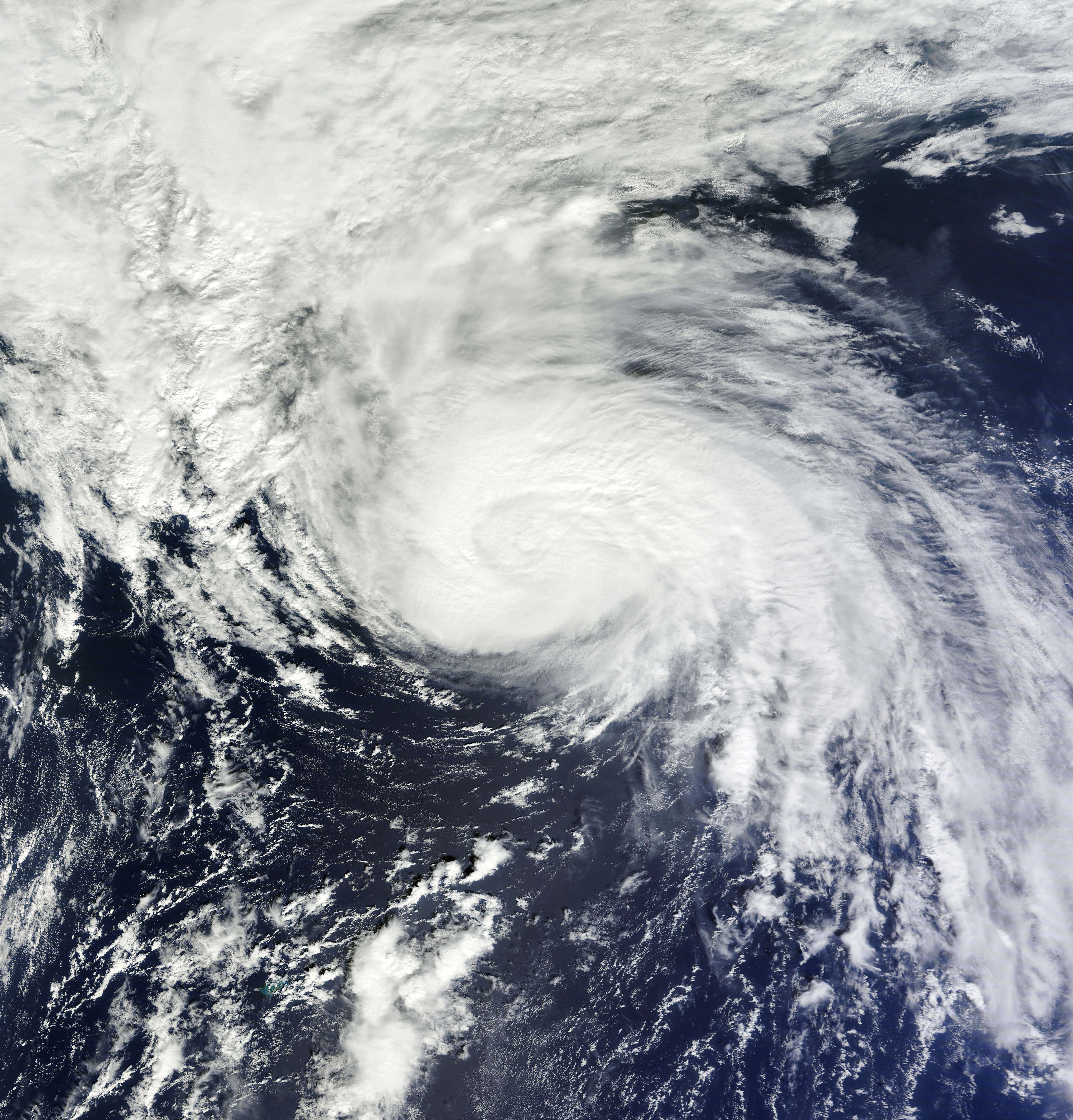
10月2日，飓风奥菲莉亚逐渐逼近纽芬兰岛

虽然奥菲莉亚的中心仍在小安的列斯群岛以东约330公里海域，但其外围外围雨带还是令当地普降暴雨。多米尼克部分地区降下超过100毫米雨量，导致多条河流沿线泛滥成灾。该国有近1600人被困，许多汽车被洪水冲走，还有多地发生山体滑坡，导致许多社区同外界的交通中断。多家商铺和学校赶在风暴来袭前关闭。飓风行进至距该国最近的位置时，坎恩菲尔德机场已被暴雨淹没，许多道路、建筑和农场受损，部分居民被困。当地阵风时速有时会达到60公里，瓜德罗普部分地区还出现雷暴天气。
9月29日气旋升级成飓风后，百慕大气象局向全岛发布热带风暴观察预警。接下来几天里，气象机构预计奥菲莉亚的移动路线会向东侧偏移，百慕大遭受破坏性风速影响的可能逐渐降低，该岛最终得以免遭飓风的直接袭击。百慕大气象局因此在10月1日晚中止之前发布的热带风暴观察预警。受气旋影响，4架次美国飞往百慕大的航班取消。该国的马蹄海滩临时关闭，南海岸全部收到大浪警报，此外还有多项体育赛事延期。途径百慕大以东约220公里海域期间，风暴的外围雨带产生约10毫米雨量，岛上各地阵风时速最高为55公里。
10月1日，加拿大环境部向阿瓦隆半岛发布热带风暴观察预警。纽芬兰岛各地居民收到警告，称降水有可能达到100毫米。该岛曾于一年多以前受到飓风伊戈尔重创，此次奥菲莉亚来袭产生的影响表明当地的修复工作还存在些许不足之处。布林半岛和波纳威斯塔半岛有六条道路在风暴期间暂时封闭，有两项工程受到严重破坏，伊戈尔过后修筑的多个涵洞被奥菲莉亚引发的洪水冲毁。
奥菲莉亚袭击纽芬兰岛期间，英国的气象学家已开始提醒居民，风暴残留可能会在数天内给该国带去不稳定天气。英国此时正经受创纪录的热浪袭击，以29.9°C刷新史上10月最高气温纪录，新闻报导中称奥菲莉亚的残留会令全国范围气温大幅下降。报导中预计系统会产生狂风暴雨，多地的轮渡服务因此取消。此外，风暴残留导致的气温骤降还有可能在英国各地产生降雪。最终，多尼戈尔（Donegal）降下本季第一场雪，有数英寸厚，致使数以百计的居民失去供电。